# Drymaeus poecilus
Drymaeus poecilus é uma espécie de caracol tropical, um molusco gastrópode pulmonado da família Bulimulidae nativo de partes da América do Sul. Foi descrito pela primeira vez em 1835, com a província boliviana de Chiquitos como localidade tipo. A espécie é encontrada em diversas regiões da América do Sul e países além da Bolívia, incluindo Argentina, Brasil e Paraguai, habitando ecorregiões secas e úmidas. D. poecilus é um caracol de tamanho médio com uma concha de 31–37 mm, exibindo ampla variação em padrões de cores, como linhas espirais, faixas bicolores e marcações axiais (verticais). Sua protoconcha tem uma escultura característica em forma de rede, típica do gênero e grupos relacionados. Existem diferenças no formato e na coloração da concha, que atualmente são consideradas variações intraespecíficas.
Análises filogenéticas, utilizando marcadores genéticos, colocam Drymaeus poecilus em um clado que inclui também espécies dos gêneros Drymaeus, Pseudoxychona e Peltella. O grupo parece estar intimamente relacionado com espécies dos gêneros Mesembrinus e Antidrymaeus. No entanto, dada a grande diversidade do gênero Drymaeus (em torno de 300 espécies) frente ao pequeno número de espécies analisadas, esses resultados ainda são considerados preliminares.
Espécimes de Drymaeus poecilus encontrados no sítio arqueológico argentino El Pobladito de Ampolla são considerados indícios de que esses gastrópodes podem ter feito parte de uma estratégia de subsistência, incluindo usos alimentares e utilitários por populações pré-hispânicas.

## Taxonomia e nomenclatura
A espécie foi descrita pela primeira vez em 1835 pelo naturalista francês Alcide d'Orbigny como Helix poecila, com a província boliviana de Chiquitos designada como sua localidade tipo. Seu epíteto específico, poecila, tem origem na palavra grega ποικίλος (poikilos), que significa "multicolorido", "malhado" ou "manchado". Em um estudo posterior publicado em 1837, d'Orbigny atribuiu a espécie ao gênero Bulimus, renomeando-a Bulimus poecilus, que permaneceu uma combinação aceita em trabalhos subsequentes. Em 1897, o conquiliologista francês César Marie Félix Ancey recombinou a espécie como Bulimulus poecilus. No ano seguinte, em 1898, o malacólogo americano Henry A. Pilsbry transferiu a espécie para o gênero Drymaeus, estabelecendo a combinação atualmente aceita, Drymaeus poecilus.
De acordo com o banco de dados MolluscaBase, o ramo orientado a moluscos do World Register of Marine Species, Drymaeus poecilus possui duas subespécies: Drymaeus poecilus poecilus, a subespécie nominal, e Drymaeus poecilus tricinctus. Esta última foi recentemente listada como um sinônimo júnior (o que, por sua vez, sinonimizaria a subespécie nominal) por alguns autores, mas tal interpretação ainda não foi incorporada pela MolluscaBase.

## Descrição

### Concha
Drymaeus poecilus é considerado um caracol de tamanho médio, com comprimento de concha variando de 31 a 37 mm. A concha é composta por até sete espirais, apresentando uma espira em forma de cone com uma sutura rasa. A abertura é ampla, inclinada e representa cerca de metade do comprimento total da concha. Em indivíduos maiores, o perístoma, que é a borda externa da abertura, é liso e ligeiramente voltado para fora. A superfície brilhante da concha varia de cor do branco ao amarelado, adornada com faixas espirais marrom-escuras a avermelhadas e marcas axiais em diversos padrões. Como outros membros do gênero Drymaeus e gêneros intimamente relacionados, como Antidrymaeus, Mesembrinus e Pseudoxychona, a protoconcha exibe uma textura característica semelhante a uma rede, criada pela intersecção de fios espirais e axiais.

### Partes moles

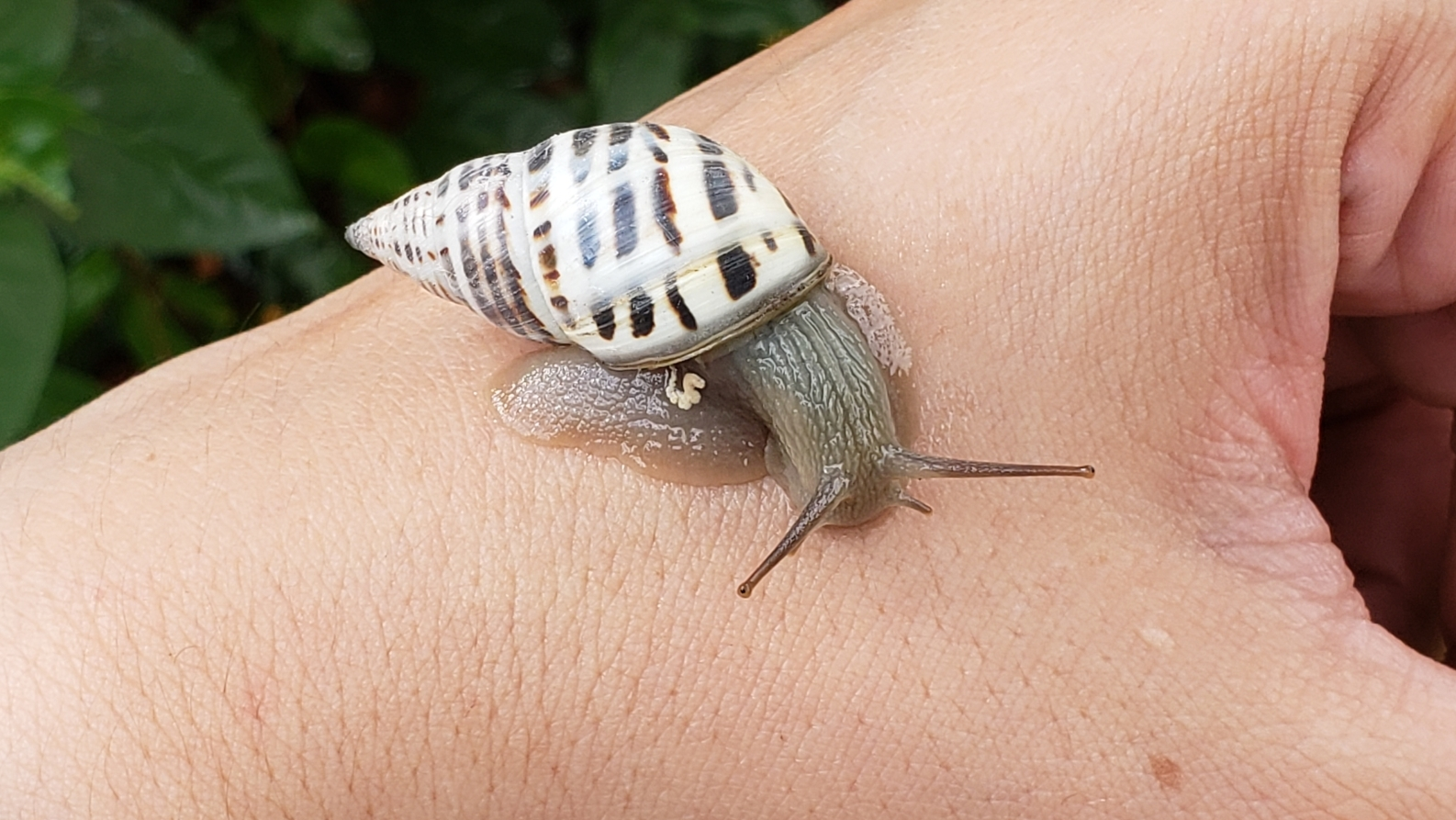
Drymaeus poecilus em uma mão humana para escala.

A cabeça e o pé de Drymaeus poecilus são de cor bege escuro, com a base do pé e os tentáculos apresentando um tom acinzentado. Como a maioria dos caracóis terrestres, esta espécie é hermafrodita, o que significa que possui órgãos reprodutores masculinos e femininos que funcionam simultaneamente. Dentro do corpo, o pênis é parcialmente envolvido por uma bainha que cobre cerca de um sexto do seu comprimento total. O órgão em si é principalmente cilíndrico, com uma extremidade mais larga que gradualmente faz a transição para o epifalo, embora essa mudança não seja perceptível externamente. Preso à extremidade do epifalo está o flagelo, uma extensão estreita, em forma de tubo, que é fechada em uma extremidade. Ela tem cerca de metade da largura do epifalo e compõe aproximadamente um quarto do comprimento total do pênis. A vagina desta espécie é relativamente curta em comparação com as de outras espécies do mesmo gênero. O ducto da espermateca, que transporta o esperma para o órgão de armazenamento, começa com uma seção cônica e depois se estreita em um tubo cilíndrico que conduz até uma espermateca longa e aproximadamente esférica.
Em um nível microscópico, o revestimento interno da parte proximal (mais próxima do corpo) do pênis em Drymaeus poecilus apresenta quatro pequenas dobras internas e é coberto por um tipo alto e cilíndrico de tecido epitelial. Tanto o epifalo quanto o flagelo são revestidos por um epitélio cúbico ciliado, uma fina camada de células protetoras compostas por células quadradas, identificáveis em corte transversal ao microscópio. Abaixo desta camada encontra-se uma região contendo células glandulares subepiteliais, que são responsáveis pela secreção de substâncias. Na maioria das espécies de Drymaeus, o tecido abaixo do epitélio do pênis inclui células grandes e arredondadas; no entanto, essas células não estavam presentes na extremidade distal (mais distante) do pênis em D. poecilus.

### Variações de cor e forma
Drymaeus poecilus é conhecido pela grande variedade de cores e padrões de sua concha. Junto com essa variação de cor, também existem pequenas diferenças no formato entre os indivíduos.
Os padrões das conchas variam muito, desde linhas espirais contínuas ou pontilhadas até faixas de dois tons e marcações verticais. Alguns caracóis apresentam até padrões semelhantes a chamas, como aqueles observados no gênero Leiostracus. Existem também indivíduos quase totalmente brancos, apresentando apenas uma única faixa espiral. Caracóis menores podem apresentar diversas linhas espirais finas junto com uma área avermelhada perto da abertura da concha, uma característica que às vezes também é observada em espécimes de aparência mais "típica". Em alguns casos, o espaço entre as faixas espirais também pode apresentar uma tonalidade avermelhada.
Apesar dessa variedade de cores, todos os indivíduos compartilham uma estrutura geral de concha consistente (além do tamanho) e uma textura distinta semelhante a uma rede na protoconcha, a parte mais antiga da concha. Por isso, os cientistas consideram essas diferenças como variações naturais dentro da mesma espécie. A forma da concha também pode diferir ligeiramente, variando de formas estreitas a mais largas. Na maioria das vezes, a superfície da concha é lisa, exceto pelas linhas de crescimento naturais. Entretanto, um espécime incomum no Museu de História Natural de Londres mostra densas varizes verticais. Esta característica rara é atualmente considerada uma variação incomum dentro da espécie.

## Distribuição e habitat
Drymaeus poecilus é nativo de regiões da América do Sul, da Bolívia à Argentina, incluindo Paraguai e Brasil. Na Argentina, sabe-se que ocorre na região norte do país em diversas províncias como Catamarca, Corrientes, Formosa, Jujuy, Salta, San Juan, Santiago del Estero e Tucumã. No Brasil, sua presença foi registrada nas regiões norte, centro-oeste e sudeste do país em vários estados, incluindo Tocantins, Goiás, Mato Grosso, Mato Grosso do Sul, Minas Gerais e São Paulo. A espécie habita uma variedade de ambientes ao longo de sua distribuição registrada, desde selvas úmidas Yungas bolivianas, até áreas mais secas como o Chaco Seco argentino, bem como outras ecorregiões como o Chaco Úmido, Alto Paraná, Espinal e Monte.

### Interações ecológicas
Drymaeus poecilus é predado pelo lagarto onívoro generalista teiú-vermelho, Salvator rufescens, embora não constitua um dos principais componentes de sua dieta.

## Filogenia
Estudos genéticos usando marcadores mitocondriais e nucleares, especificamente COI, H3 e ITS2/28S, colocaram Drymaeus poecilus dentro de um clado que também inclui outras espécies dos gêneros Drymaeus, Pseudoxychona e Peltella. Este grupo parece estar intimamente relacionado com espécies dos gêneros Mesembrinus e Antidrymaeus. Como o gênero Drymaeus é altamente diverso, com cerca de 300 espécies, uma amostragem mais ampla em futuras análises moleculares pode levar a resultados diferentes em relação às suas relações evolutivas (ou diferentes estruturas de árvores filogenéticas). No estado atual, as conexões entre D. poecilus e espécies relacionadas permanecem provisórias, e as descobertas atuais são consideradas preliminares.

## Uso humano
Espécimes de Drymaeus poecilus foram recuperados no sítio arqueológico El Pobladito de Ampolla, no noroeste da Argentina, datados dos primeiros quatro séculos da Era Comum. As conchas foram encontradas em bom estado de preservação, às vezes junto a fragmentos de outros gastrópodes terrestres, como Megalobulimus e Plagiodontes. Várias conchas de D. poecilus apresentavam sinais de modificação intencional, o que sugere seu uso como ornamentos ou ferramentas. Sua presença em contextos domésticos, aliada a evidências de trabalho em conchas e a comparações com sítios semelhantes, indica que esses gastrópodes podem ter feito parte de uma estratégia de subsistência mais ampla, que incluía usos tanto alimentares quanto utilitários por populações pré-hispânicas.